# منطقه بارنت لندن
منطقه بارنت لندن (به انگلیسی: London Borough of Barnet) یک منطقه در بریتانیا است که در لندن بزرگ واقع شده‌است.
این منطقه ۸۶.۷۴ کیلومتر مربع مساحت و ۳۳۱٬۵۰۰ نفر جمعیت دارد.

## خواهرخوانده
شهرهای Le Raincy، Barnet, Vermont، Chaville، جینجا، مونتکلیر، نیوجرسی، مورفو، رمت گن، زیگن-ویتگنشتاین، Tempelhof-Schöneberg و Tempelhof خواهرخوانده‌های منطقه بارنت لندن هستند.